# Ramanudźa
Ramanudźa (tamil. இராமானுஜர், dewanagari रामानुज, ang. Ramanuja) (ur. 1017, zm. 1137) – hinduski filozof, największy święty wisznuickiej tradycji Śri sampradai, uczeń Jamunaćarji. Sformułował nurt zwany wiśisztadwajta (trl. viśiṣṭādvaita).

## Życie
Urodził się w Śriperumbudur koło Kanchipuram jako Ilaja Perumal, syn Aśury Keśawy Somajadźina i Kantimati.
Z wyjątkiem dwudziestoletniego okresu wypełnionego misjonarskimi podróżami, rezydował w jednej ze świątyń w Śri Rangam i całe życie poświęcił jej rozwojowi, czyniąc ją najważniejszym ośrodkiem kultu śri wisznuitów.

## Doktryna
Ramanudźa sformułował nurt zwany wiśisztadwajta.
Do podstawowych jego założeń należą tezy:
- Bóg nie jest pozbawiony cech
- Istnieją trzy rodzaje realnych bytów, wszystkie jednak razem tworzą jedną rzeczywistość:
  - materia
  - dusza
  - Bóg, który jest źródłem dwóch powyższych
- Materia i dusze nie mogą istnieć bez Boga, ale też Bóg nie może istnieć bez dusz
- Bóg jest istotą pełną miłości i łaski, szczególnie dla swych wyznawców
- Do Boga dochodzi się poprzez bhakti, czyli pełne miłości oddanie się mu i nieustanne czczenie go
- Należy pokładać niezachwianą wiarę w istnienie Boga (niezależną od argumentów logicznych układanych przez ludzi) oraz w autorytet świętych ksiąg hinduizmu
- Bóg stanowi podstawę egzystencji, kontroluje i utrzymuje materię i wszystkie żywe istoty
- Tożsamość Absolutu nie jest absolutną jednią
- Istnieją różnicę pomiędzy Bogiem, materią i duszami, ale funkcjonują one jako organiczna jedność (Bóg i dusze są identyczne jakościowo)
- Przyczyną Sprawczą jest połączona forma Lakszmi Narajana, będąca opisywanym przez Upaniszady Brahmanem

## Dzieła
Do najważniejszych jego prac należą:
- Siddhitraja składająca się z trzech części: Atmasiddhi, Iśwarasiddhi i Samwitsiddhi
- Śri-bhasja będąca komentarzem do Wedantasutry
- Gita-bhasja będąca komentarzem do Bhagawadgity
- Wedartha-sangraha będące zbiorem stwierdzeń wedyjskich z komentarzami z upaniszadów
- Śri-ranga-gadja – zbiór modlitw ku czci Wisznu